# Serie web

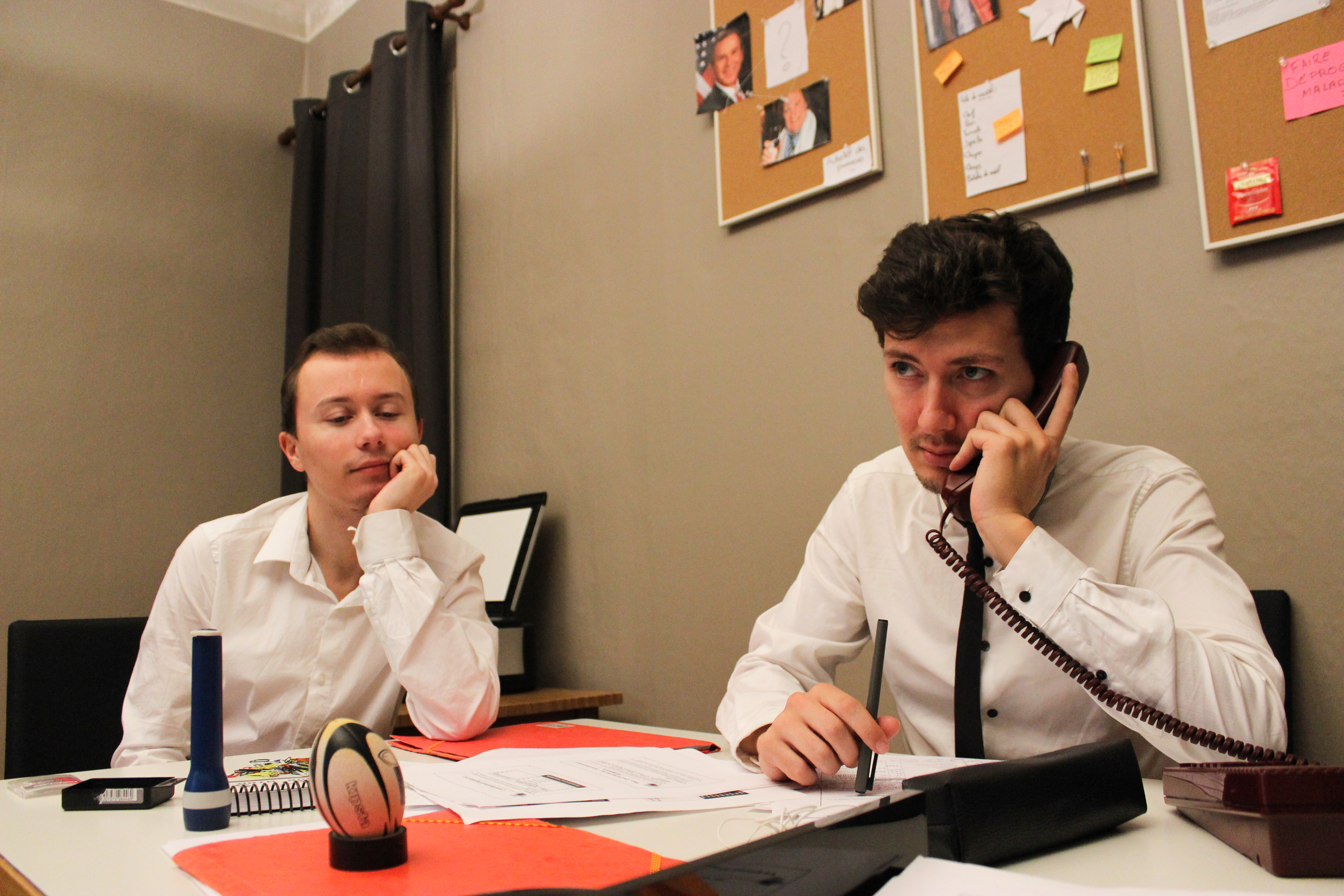
Foto de la serie web SDI.

Una serie web (del inglés, web series), serie de internet o serie en línea es una producción audiovisual creada para ser distribuida a través de internet y forma parte del nuevo medio llamado televisión web. Utilizan guiones y están estructuradas en temporadas divididas en episodios, los que pueden recibir el nombre de Webisodios. Pueden ser distribuidas de forma gratuita a través de plataformas como YouTube o Vimeo o mediante una suscripción como en Netflix o Crackle.
Siendo un nuevo medio emergente la definición señalada abarca a toda producción realizada para ser distribuida por primera vez en internet, de tal forma que resulta indiferente la duración, temática y género, pudiendo ser de imagen real o animación.
El formato estándar de la serie web, temporadas con episodios de 5 a 15 minutos, ha quedado entregado a la creatividad y los recursos de sus productores, de tal forma que vemos series con escasos recursos pero al mismo tiempo otras galardonadas como House of Cards, de Netflix, que obtuvo nueve nominaciones a los Premios Primetime Emmy en 2013. En relación con el éxito de las series web House of Cards y Orange Is the New Black [¿quién?]«Las dos ficciones estrellas de la plataforma online Netflix han dejado claro que el modelo de consumo tradicional de las series, si quedaba alguna duda, ha cambiado por completo. No solo se han estrenado sus segundas temporadas íntegras para consumirlas a demanda sino que compiten en igualdad de condiciones (calidad, factura, actores...) con las series tradicionales y, además, no las emite un canal de televisión.»

## Historia
The Spot, o thespot.com, fue la primera historia sobre la base de episodios en línea, y el primer sitio web en integrar en su historia fotos, videos y lo que posteriormente se conocería como blogs. Creado por Scott Zakarin en 1995, The Spot fue descrito como el «Melrose Place-en-la-Web» y mostraba una rotación de jóvenes y atractivos actores que interpretaban a veinteañeros a la moda, quienes alquilaban cuartos en una casa en la playa al sur de California (The Spot), en Santa Mónica (California). Infoseek otorgó al sitio el título de Cool Site of the Year, premio que en la actualidad es conocido como el Webby.
También en 1995, Bullseye Art fue uno de los primeros publicadores web en crear webisodes animados. Los primeros, y pocos webisodes, creados y aparecidos en Bullseye Art incluyeron Porkchops, Internet the Animated Series y Rat Chicken.  En 1998 Bullseye Art tuvieron un gran éxito con la webseries Miss Muffy and the Muf Mob, y con ello lograron desarrollar un acuerdo con MTV. Bullseye Art también creó Space Dog, el que ganó popularidad con Atom Films. El contenido original de Bullseye Art se puede ver en Magic Butter web network.
En 2003 Microsoft estrenó MSN Video, que contenía la serie web original Weird TV 2000 (de los creadores de la serie de televisión Weird TV). Weird TV 2000 mostraba docenas de cortos, comedias y mini documentales producidos exclusivamente para MSN Video.
Entre 2003 y 2006, muchas series web independientes lograron alcanzar popularidad, destacándose Red Vs. Blue (creada por Rooster Teeth). La serie fue distribuida de forma independiente en los portales en línea YouTube y Revver, como también el sitio Rooster Teeth. La serie alcanzó más de 100 millones de visitas durante su estreno original.  Sam Has 7 Friends, estrenada entre el verano y el otoño de 2006, fue nominada a un Premios Daytime Emmy, y fue temporalmente removida de internet al ser adquirida por Michael Eisner.
En 2008 Bravo lanzó su primera serie web semanal titulada . Seguía a Malan Breton, diseñadora de modas de Nueva York, en su proceso para lograr el éxito en Estados Unidos como diseñadora independiente.
En 2013, Netflix obtuvo las primeras nominaciones a los Premios Primetime Emmy por una serie original para ser vista exclusivamente en Televisión web en los Premios Primetime Emmy de 2013. Tres de sus series web, House of Cards, Arrested Development y Hemlock Grove, lograron ser nominadas.
Las series web han continuado ganando popularidad y notoriedad con el pasar de los años. Algunas de las más notables series incluyen lonelygirl15,  MySpace Road Tour, Prom Queen, Dr. Horrible's Sing-Along Blog, Los Americans, Urban Wolf, Squad 85, The Guild, I Kissed A Vampire, Spellfury, The Legend of Neil, Red State Update,Punt de Trobada de Santa Paula,Dorm Life, Speedie Date, Fred Figglehorn, The Annoying Orange, Seth MacFarlane's Cavalcade of Cartoon Comedy, Burning Love, Husbands, Kam Kardashian, Video Game High School, y muchas más.
Algunas de las series en línea más antiguas de España y Latinoamérica son: la chilena Mil y Una Vez,  Los Güebones, la catalana Punt de Trobada , la valenciana Lo que surja, Cálico Electrónico, la vasca Qué vida más triste, Venga Monjas, Eva y Kolegas o Chica busca Chica. y otras como  Malviviendo, Lo que surja, Croatian Files, Con pelos en la lengua, Tantalus, Desalmados y Vincent Finch: Diario de un ego, Isla Presidencial, Amanda O, Alejo y Valentina, Web Serie Apps, Gringolandia, la gallega Rural Horror Storis y otras.
En 2009, las series para la televisión web recibieron su primer festival de premiación, el Streamys.

## Producción y distribución
El crecimiento de la popularidad de internet y la creciente calidad de la tecnología para transmitir videos por internet ha traído como consecuencia que la distribución de las series web será relativamente barata en comparación con los estándares tradicionales, permitiendo a los productores a alcanzar una audiencia global que tiene acceso a los programas durante las 24 horas del día.
El emergente potencial del éxito de los videos en la web han atraído a esta plataforma a grandes ejecutivos de entretenimiento en Estados Unidos, incluyendo al exejecutivo de Disney y actual gerente de Tornante Company, Michael Eisner.  La división Vuguru de Eisner en Tornante se unió al conglomerado canadiense Rogers Media el 26 de octubre de 2009, asegurando planes para una creciente producción de 30 nuevos programas web al año. Rogers Media ayudará a financiar y distribuir las nuevas producción de Vuguru, de tal forma se solidificará directamente la conexión entre el viejo y el nuevo medio.
Las webseries pueden ser distribuidas directamente desde los sitios web de sus productores, o desde plataformas como YouTube, Vimeo, Koldcast o Blip. También existen plataformas dedicadas a la difusión de webseries de forma gratuita, como Cortos de Metraje

## Formato
Las series web no tienen un formato rígido como ocurre en otros medios. Su estructura ha ido variando con los años y suele estar determinada por los creadores de la serie en particular y el presupuesto con el que se cuente. Establecido que una serie web es una serie guionizada realizada para ser específicamente estrenada y distribuida por internet nos encontramos con una variación en sus géneros, duraciones y técnicas audiovisuales aplicadas.
En su formato más popular son series de una duración entre 3 y 15 minutos y su presupuesto puede ser escaso o elevado. Así tenemos series como lonelygirl15, con tres temporadas, un total de 354 episodios con una duración que figura entre 2 y 13 minutos. Al mismo tiempo tenemos series con alto presupuesto como las producidas por las televisoras web Netflix y Crackle, el primero ha creado House of Cards y Orange is the New Black, entre otras, sobre estas dos series y Crackle ha creado series como The Bannen Way y Chosen.
En abc.es escribieron sobre el formato "En tiempos de crisis, este tipo de formato corto -los episodios suelen durar entre 5 y 10 minutos- se está convirtiendo en una salida a la creatividad audiovisual, permitiendo que los autores encuentren público para unos contenidos que difícilmente tendrían cabida en la televisión, como es el caso de "Con pelos en la lengua", de Felipe Jiménez y Cristóbal Garrido."
En Argentina se lanzó una nueva serie web de gran crecimiento que fue íntegramente pensada para ser usada en dispositivos móviles: Factor Fantasma, tiene una duración de 8 minutos y sus capítulos se van activando semanalmente.

## Género
Las webseries no tienen un género determinado, en la actualidad encontramos una apuesta transversal de sus creadores. Por ejemplo en España están las webseries "Pigmalión" y "Número privado" que son las primeras series web de España en apostar por el género del thriller. "The ennead" por otro lado apuesta por el misterio. "Crónicas Drakonianas" por el género medieval fantástico. "Tantalus" con un género Post-apocalíptico. Recientemente se ha comenzado a explorar con nuevos formatos y está por estrenarse una serie web de terror, como lo ha hecho "Maleficio" una webserie Venezolana y "Almas Perdidas" de Colombia.
Las series web se diferencian de los videoblogs en cuanto a que las primeras contienen un guion que orienta la historia mientras que los videoblogs tienden a ser Si bien muchos son los que confunden ambos géneros no es lo mismo una serie web que un videoblog aunque a menudo compartan características. El videoblog es un video donde alguien frente a la cámara va hablando de lo que le interese hablar, así es como comenzó LG15. Mientras que las series web muchas de ellas no hablan a la cámara sino que se limitan a mostrar las acciones en lugar de relatarlas.

## Premios
Los Webby Awards, creados en 1995, premian a las mejores series web en las categorías de comedia, drama y reality. En 2009, la International Academy of Web Television fue fundada con la misión de organizar y apoyar a la comunidad de creadores, actores, productores y ejecutivos de web televisión. Administra la selección de ganadores para los Streamy Awards, (que premian al contenido de la televisión web y a las series,) en 2009 y 2010. Debido a una mala recepción y ejecución de los Streamy Awards de 2010, la IAWTV decidió paralizar la producción de la ceremonia de premiación. Después de tomar esta decisión el IAWTV formó su propio festival de premiación. Tubefilter se unió con la productora Dick Clark para realizar los 3.os Streamy Awards. En 2014 se creó en España el FEW-webfest, Festival Español de Webseries, el que pretende ser el festival de referencia de los creadores de Webseries Españoles, un festival donde la 'esencia' sea una virtud no un defecto.

## Eventos y festivales
- Los Angeles Web Series Festival: el LA Web Festival fue el primer evento en el mundo en estar dedicado exclusivamente a las series web. En su primer festival, en 2010, se premió a las series "ABIOLA'S KISS & TELL TV", "PARTY GIRL PLUS ONE", "DIARY OF A SINGLE MOM", "SEMI DEAD" y "SETH ON SURVIVAL", entre otras.[18] En la edición de 2014, varias webseries españolas fueron premiadas. Libres ganó los premios a Mejor Actriz Dramática: Nahia Láiz, Carmen Giménez; Mejor Actor Secundario: Antonio de la Fuente y Mejor Fotografía: Íñigo Olea. Sin Vida Propia ganó los premios a Mejor Actriz Cómica (María Albiñana), Gran Premio del jurado y Mejor serie de comedia.[19]
- HollyWeb Festival: Un festival con premiación anual dedicado exclusivamente a las series web. Se encuentra en su cuarto año (2015), y tiene lugar en primavera en la ciudad de Hollywood, California.[20]
- Melbourne Web Fest, festival australiano que tuvo su primer evento el 20 de julio de 2013.[21]
- Para Ver Online, festival spanish que tuvo su primer evento el 20 de julio de 2013.[22]
- Chicago Comedy Film Festival: Iniciado en 2013.[23]
- London Web Fest el primer Web Fest en el Reino Unido y el primero a nivel internacional en ser organizado por un reconocido festival de cine, el Raindance Film Festival. El primer evento tuvo lugar el 28 y 29 de septiembre de 2013.[24]
- Campiflegreiwebseriesfest en Campiflegrei, Naples, primer evento en octubre de 2013
- Rome Web Fest en Roma, Italia, comenzó en 2013.[25]
- Toronto reúne a una amplia comunidad de series web, teniendo encuentros cada dos meses. También es la sede de IWCC-CIWC, el The Independent Web Series Creators of Canada - Créateurs Indépendants de Séries Web du Canada.[26]
- IAWTV International Academy of Web Television Awards (IAWTV Awards) El IAWTV fue fundado en 2008 y está dedicado al avance de las artes y ciencias de la producción de televisión web. La membresía se ofrece solo por invitación personal y sus miembros representan a todos los sectores y especialidades de la producción de televisión web.
- The Web Show Show, ubicado en Los Ángeles, tienen encuentros mensualmente entre enero y octubre, exhibiendo y compitiendo series web de comedia. Los concursantes reciben feedback en vivo de parte de los paneles de jueces compuestos por estrellas y personas famosas de YouTube y de sitios como Cracked.com, Funny or Die, y CollegeHumor. El ganador de cada evento es elegido por votación popular en vivo, y se le ofrece una invitación al campeonato anual.[27]
- Bawebfest[28] Es el primer Festival Internacional de Series Web de Sudamérica y tiene lugar en la Ciudad de Buenos Aires, Argentina en el mes de marzo.
- Rolda Web Fest[29] Es el festival internacional de series web realizado en Roldanillo Colombia y se celebra anualmente en el mes de julio.
- Marseille web fest es el primer festival de webseries más grande de Europa. Ubicado en Francia y fundado por Jean-Michel Albert, únicamente 25 webseries de todo el mundo compiten en la selección oficial. La edición de 2014 tuvo lugar del 17 al 19 de octubre. El jurado presidido por Jackson Rathbone otorgó el premio a la webserie canadiense Michaelle en Sacrement.
- En España actualmente se celebran tres festivales de webseries: Sección series en el Festival Internacional de Cine de Valencia- CinemaJove, Carballo Interplay, el Bilbao Web Fest y el FIDEWÀ[30] (Festival Internacional de Webseries de l'Alfàs del Pi).